# Cabrespine
Cabrespine – miejscowość i gmina we Francji, w regionie Oksytania, w departamencie Aude.
Według danych na rok 1990 gminę zamieszkiwały 193 osoby, a gęstość zaludnienia wynosiła 11 osób/km² (wśród 1545 gmin Langwedocji-Roussillon Cabrespine plasuje się na 716. miejscu pod względem liczby ludności, natomiast pod względem powierzchni na miejscu 447.).